# イリヤ・ラシュコフスキー
イリヤ・ラシュコフスキー(ロシア語: Илья́ Григо́рьевич Рашко́вский; 英語: Ilya Rashkovsky、1984年11月17日-)は、ロシアのクラシック音楽のピアニスト。

## 略歴
1984年、シベリアのイルクーツク生まれ。5才で音楽をはじめ、8才でイルクーツク室内楽団と演奏。1993年から2000年にかけて、ノヴォシビルスク音楽学校でM. S. レベンソン(М. С. Лебензон)について学ぶ。2000年から2009年にはドイツのハノーファー音楽演劇大学でウラジミール・クライネフに師事したのち、フランスのエコール・ノルマル音楽院にてマリアン・リビツキ、ミシェル・メルレ、ドミニク・ルイスに師事し修了。幼少時より国際音楽コンクールで頭角を現し、メジャーからマイナーまでの幅広い国際コンクールに果敢に挑戦した。

## 録音
現在はスクリアビンのピアノソナタ全集を含む五枚のアルバムがある。

## 受賞歴
- 2001年 - ロン＝ティボー国際コンクールピアノ部門(パリ)第2位
- 2004年 - 第20回ヴァルセージア国際音楽コンクールピアノ部門(ヴァルセージア)第1位
- 2005年 - 第54回ハエン国際ピアノコンクール(ハエン)第1位
- 2005年 - 香港国際ピアノコンクール(香港)第1位
- 2007年 - エリザベート王妃国際音楽コンクールピアノ部門(ブリュッセル)第4位
- 2008年 - アニマート賞(パリ)第3位
- 2009年 - スクリアビン国際ピアノコンクール(グロッセート)第3位
- 2009年 - モロッコフィルハーモニックオーケストラ国際音楽コンクールピアノ部門(カサブランカ/ラバト)第2位
- 2009年 - カンピージョス国際ピアノコンクール(カンピージョス)第2位
- 2010年 - カントゥ市国際ピアノ協奏曲コンクールロマン派協奏曲部門(カントゥ)第2位
- 2010年 - ヴィアンナ・ダ・モッタ国際音楽コンクールピアノ部門(リスボン)第2位
- 2010年 - ルチアーノ・ガンテ国際ピアノコンクール(ポンデローネ)第2位
- 2011年 - パテルナ国際ピアノコンクール(パテルナ)第2位
- 2011年 - ルービンシュタイン国際ピアノコンクール(テルアビブ)第3位
- 2012年 - ピネローロ国際ピアノコンクール(ピネローロ)第1位
- 2012年 - 浜松国際ピアノコンクール(浜松)第1位
- 2014年 - モロッコフィルハーモニックオーケストラ国際音楽コンクールピアノ部門(カサブランカ/ラバト)第2位
- 2014年 - エネスク国際音楽コンクールピアノ部門(ブカレスト)第2位